# Liste des partis pirates
 (juillet 2023).
Si vous disposez d'ouvrages ou d'articles de référence ou si vous connaissez des sites web de qualité traitant du thème abordé ici, merci de compléter l'article en donnant les références utiles à sa vérifiabilité et en les liant à la section « Notes et références ».
Cette liste regroupe l'ensemble des partis se nommant « parti pirate » dans le monde, sans nécessairement qu'il soit membre du Parti pirate international.

## Liste
| Pays               | Nom officiel                             | Enregistrement national                               | Membre du Parti pirate international | Élus |
| ------------------ | ---------------------------------------- | ----------------------------------------------------- | ------------------------------------ | --- |
| Afrique du Sud     | Pirate Party South Africa                | Actif mais non enregistré                             | Non                                  | Non |
| Allemagne          | Piratenpartei Deutschland                | Enregistré                                            |                                      | 163 conseillers municipaux                                                                                   |
| Allemagne          | Junge Piraten                            | Enregistré                                            | Membre observateur                   | Non |
| Allemagne          | Piratenpartei Baden-Württemberg          | Enregistré                                            | Non                                  | 3 conseillers municipaux                                                                                     |
| Allemagne          | Piratenpartei Bayern                     | Enregistré                                            | Membre observateur                   | 1 conseiller municipal                                                                                       |
| Allemagne          | Piratenpartei Berlin                     | Enregistré                                            | Membre observateur                   | 51 conseillers municipaux                                                                                    |
| Allemagne          | Piratenpartei Brandenburg                | Enregistré                                            | Non                                  | 2 conseillers municipaux                                                                                     |
| Allemagne          | Piratenpartei Bremen                     | Enregistré                                            | Non                                  | 5 conseillers municipaux                                                                                     |
| Allemagne          | Piratenpartei Hamburg                    | Enregistré                                            | Non                                  | 4 conseillers municipaux                                                                                     |
| Allemagne          | Piratenpartei Hessen                     | Enregistré                                            | Membre observateur                   | 33 conseillers municipaux                                                                                    |
| Allemagne          | Piratenpartei Mecklemburg-Vorpommern     | Enregistré                                            | Non                                  | Non |
| Allemagne          | Piratenpartei Nordrhein-Westfalen        | Enregistré                                            | Non                                  | Non |
| Allemagne          | Piratenpartei Niedersachsen              | Enregistré                                            | Courant 2012                         | 59 conseillers municipaux                                                                                    |
| Allemagne          | Piratenpartei Rheinland-Pfalz            | Enregistré                                            | Non                                  | Non |
| Allemagne          | Piratenpartei Saarland                   | Enregistré                                            | Non                                  | Non |
| Allemagne          | Piratenpartei Sachsen                    | Enregistré                                            | Non                                  | Non |
| Allemagne          | Saxe-Anhalt Piratenpartei Sachsen-Anhalt | Enregistré                                            | Non                                  | Non |
| Allemagne          | Piratenpartei Schleswig-Holstein         | Enregistré                                            | Non                                  | Non |
| Allemagne          | Piratenpartei Thüringen                  | Enregistré                                            | Non                                  | Non |
| Australie          | Pirate Party Australia (en)              | Enregistré                                            | Non                                  | Non |
| Autriche           | Piratenpartei Österreichs                | Enregistré                                            |                                      | 2 conseillers municipaux                                                                                     |
| Autriche           | Piraten Partei Tirol                     | Enregistré                                            | Membre observateur                   | 1 conseiller municipal                                                                                       |
| Argentine          | Partido Pirata Argentino                 | Actif mais non enregistré                             | Non                                  | Non |
| Belgique           | Piratenpartij/Parti pirate               | Enregistré                                            | Oui                                  | Non |
| Biélorussie        | Партия пиратов Беларуси                  | Actif mais non enregistré                             | [ 1 ]                                | Non |
| Bolivie            | Partido Pirata Boliviano                 | Actif mais non enregistré                             | Non                                  | Non |
| Bosnie-Herzégovine | Piratska Partija Bosna i Hercegovina     | Actif mais non enregistré                             | [ 1 ]                                | Non |
| Brésil             | Partido Pirata do Brasil                 | Enregistré                                            |                                      | Non |
| Bulgarie           | Piratska Partia/Пиратска Партия          | Enregistré                                            |                                      | Non |
| Canada             | Pirate Party of Canada                   | Enregistré                                            |                                      | Non |
| Chili              | Partido Pirata Chile                     | Actif mais non enregistré                             |                                      | Non |
| Chili              | Partido Pirata                           | Actif mais non enregistré                             | Non                                  | Non |
| Chine              | 中国盗版党                               | Actif mais non enregistré                             | Non                                  | Non |
| Chypre             | Pirate Party Cyprus                      | Actif mais non enregistré                             |                                      | Non |
| Colombie           | Partido Pirata Colombiano                | Actif mais non enregistré                             | Non                                  | Non |
| Corée du Sud       | Pirate Party of South Korea              | Actif mais non enregistré                             | [ 1 ]                                | Non |
| Croatie            | Piratska Partija Hrvatske (en)           | Enregistré                                            |                                      | Non |
| Danemark           | Piratpartiet                             | Enregistré                                            |                                      | Non |
| Espagne            | Partido Pirata (es)                      | Enregistré                                            |                                      | Non |
| Espagne            | Pirates de Catalunya (es)                | Enregistré                                            |                                      | 2 conseillers municipaux                                                                                     |
| Espagne            | Piratas de Galicia                       | Enregistré                                            | Non                                  | Non |
| Espagne            | Piratas de Madrid                        | Enregistré                                            | Non                                  | Non |
| Espagne            | Piratas de Estrémadure                   | Enregistré                                            | Non                                  | Non |
| Équateur           | Partido Pirata de Ecuador                | Actif mais non enregistré                             | Non                                  | Non |
| Estonie            | Piraadipartei                            | Enregistré                                            | [ 1 ]                                | Non |
| États-Unis         | United States Pirate Party (en)          | Enregistré (Massachusetts, Floride, Oklahoma, Oregon) | Non                                  | Non |
| États-Unis         | Californie Pirate Party                  | Non                                                   | Courant 2012                         | Non |
| États-Unis         | Florida Pirate Party                     | Enregistré                                            | Courant 2012                         | Non |
| États-Unis         | Géorgie Pirate Party                     | Non                                                   | Courant 2012                         | Non |
| États-Unis         | Hawaii Pirate Party                      | Non                                                   | Courant 2012                         | Non |
| États-Unis         | Michigan Pirate Party                    | Non                                                   | Courant 2012                         | Non |
| États-Unis         | Maryland Pirate Party                    | En discussion                                         | Non                                  | Non |
| États-Unis         | Massachusetts Pirate Party (en)          | Enregistré                                            | Non                                  | Non |
| États-Unis         | Minnesota Pirate Party                   | Enregistré                                            | Non                                  | Non |
| États-Unis         | New York Pirate Party                    | Actif mais non enregistré                             | Non                                  | Non |
| États-Unis         | Oklahoma Pirate Party                    | Enregistré                                            | Non                                  | Non |
| États-Unis         | Oregon Pirate Party                      | Enregistré                                            | Non                                  | Non |
| États-Unis         | Washington Pirate Party                  | Non                                                   | Non                                  | Non |
| Finlande           | Piraattipuolue                           | Enregistré                                            |                                      | Non |
| France             | Parti pirate                             | Enregistré                                            | Non (membre de 2010 à 2024)          | 7 élus locaux : 1 maire et 6 conseillers municipaux délégués (4 à Marseille,, 1 à Besançon et 1 à Strasbourg |
| Grèce              | Κόμμα Πειρατών Ελλάδας                   | Enregistré                                            |                                      | Non |
| Guatemala          | Partido Pirata Guatemala                 | Actif mais non enregistré                             | Non                                  | Non |
| Hongrie            | Kalózpárt                                | Pas d'organisation politique                          | [ 1 ]                                | NC |
| Inde               | Pirate Party India                       | Actif mais non enregistré                             | Non                                  | Non |
| Irlande            | Páirtí Foghlaithe na hÉireann            | Actif mais non enregistré                             |                                      | Non |
| Islande            | Píratapartýið                            | Enregistré                                            | [ 1 ]                                | 5 conseillers municipaux                                                                                     |
| Israël             | מפלגת הפיראטים הישראלית (en)             | Enregistré                                            | [ 1 ]                                | Non |
| Italie             | Partito Pirata Italiano (en)             | Enregistré                                            |                                      | Non |
| Japon              | 海賊党                                   | Enregistré                                            |                                      | Non |
| Kazakhstan         | Қазақстан Қарақшылар Партиясы            | Actif mais non enregistré                             |                                      | Non |
| Lettonie           | Piratu Partija                           | Actif mais non enregistré                             | [ 1 ]                                | Non |
| Liban              | Parti Pirate Liban -                     | Actif mais non enregistré                             | Non                                  | Non |
| Lituanie           | Piratų Partija                           | Actif mais non enregistré                             | Non                                  | Non |
| Luxembourg         | Piratepartei Lëtzebuerg                  | Enregistré                                            |                                      | 2 députés |
| Maroc              | Parti pirate                             | Actif mais non enregistré                             |                                      | Non |
| Mexique            | Partido Pirata Mexicano                  | Actif mais non enregistré                             | Non                                  | Non |
| Monténégro         | Piratska Partija Crne Gore               | Enregistré                                            | Non                                  | Non |
| Népal              | Pirate Party Nepal                       | Eligible à enregistrement si 10 000 signatures        | Non                                  | Non |
| Norvège            | Piratepartiet Norge                      | Enregistré                                            | Non                                  | Non |
| Nouvelle-Zélande   | Pirate Party of New Zealand (en)         | Actif mais non enregistré                             |                                      | Non |
| Pays-Bas           | Piratenpartij Nederland (nl)             | Enregistré                                            |                                      | Non |
| Pérou              | Partido Pirata Péru                      | Actif mais non enregistré                             | Non                                  | Non |
| Pologne            | Partia Piratów (en)                      | Enregistré                                            | [ 1 ]                                | Non |
| Portugal           | Partido Pirata Português                 | Actif mais non enregistré                             |                                      | Non |
| Roumanie           | Partidul Piraţilor din România (en)      | Actif mais non enregistré                             |                                      | Non |
| Royaume-Uni        | Pirate Party UK (en)                     | Enregistré                                            | Non                                  | Non |
| Russie             | Пиратская партия России (en)             | Enregistré                                            |                                      | Non |
| Salvador           | Partido Pirata de El Salvador            | Actif mais non enregistré                             | Non                                  | Non |
| Serbie             | Piratska Partija Srbije (en)             | Enregistré                                            |                                      | Non |
| Slovaquie          | Slovenská pirátska strana                | Actif mais non enregistré                             | [ 1 ]                                | Non |
| Slovénie           | Piratska stranka Slovenije               | Enregistré                                            |                                      | Non |
| Suède              | Piratpartiet                             | Enregistré                                            | Membre observateur                   | Non |
| Suède              | Pirate jeunes (Suède)                    | Enregistré                                            | Membre observateur                   | Non |
| Suisse             | Piratenpartei Schweiz                    | Enregistré                                            |                                      | 1 conseiller municipal 1 maire                                                                               |
| Tchéquie           | Česká strana pirátská                    | Enregistré                                            |                                      | 4 députés 1 sénateur 5 conseillers régionaux 21 conseillers municipaux                                       |
| Tunisie            | حزب القراصنة                             | Enregistré                                            | [ 1 ]                                | Non |
| Tunisie            | حزب القراصنة التونسي                     | Enregistré                                            | Non                                  | Non |
| Turquie            | Korsan Parti                             | Actif mais non enregistré                             | [ 1 ]                                | Non |
| Ukraine            | Піратська Партія України                 | Actif mais non enregistré                             | [ 1 ]                                | Non |
| Uruguay            | Partido Pirata en Uruguay                | Actif mais non enregistré                             | Non                                  | Non |
| Venezuela          | Partido Pirata de Venezuela              | En discussion                                         | NC                                   | NC |
| ??                 | Pirates sans frontières                  | Enregistré                                            | Membre observateur                   | Non |